# Tembisa
Tembisa est un township situé au nord de Kempton Park dans l'East Rand (Ekurhuleni), province du Gauteng, en Afrique du Sud.
Créée en 1957 lorsque les Africains ont été réinstallés d'Alexandra et d'autres zones à Edenvale, Kempton Park, Midrand et Germiston. La grande ville à proximité est Johannesburg.